# Mahoba (distrikt)
Mahoba är ett distrikt i den indiska delstaten Uttar Pradesh, och hade 708 447 invånare år 2001 på en yta av 2 849,6 km². Det gör en befolkningsdensitet på 248,6 inv/km². Den administrativa huvudorten är staden Mahoba. De största religionerna är Hinduism (93,10 %) och Islam (6,68 %).

## Administrativ indelning
Distriktet är indelat i tre kommunliknande enheter, tehsils:
- Charkhari, Kulpahar, Mahoba

## Städer
Distriktets städer är huvudorten Mahoba samt Charkhari, Kabrai, Kharela och Kulpahar.
Urbaniseringsgraden låg på 21,86 procent år 2001.